# Reute (Reuthof)
Die Reute (auch nur Reuthof genannt) ist eine Gemarkung auf dem Gemeindegebiet von Rot an der Rot, zugehörig zum Ortsteil Haslach im Landkreis Biberach in Baden-Württemberg.

## Beschreibung
Der Reuthof liegt an der K 7576 zwischen Buch und Zollerhof. Durch die Haslacher Vereinödung von 1757/1758 kam es bis 1840 zum Ausbau von insgesamt 14 neuen landwirtschaftlichen Hofstellen. Danach entstanden bis 1907 noch der Ammannstonihof, Baptist, Reute (Reuthof) und Weiher.
Der Name Reute leitet sich ab von der Rodunghacke, die beim sogenannten „reuten“ zur Entfernung der Wurzeln von Sträuchern und Bäumen verwendet wurde. Der ursprüngliche Reuthof besteht aus einem Wohnstallhaus und einer weiteren Stallung in unmittelbarer Umgebung, die auch als Maschinenhalle genutzt wird. Auf der gegenüberliegenden Straßenseite des Hofes befindet sich ein Feldkreuz.